# گئورگ سیگتی
 گئورگ سیگتی (انگلیسی: György Szigeti؛ زاده ۱۹۰۵ درگذشته ۱۹۷۸) یک فیزیک‌دان اهل مجارستان بود.